# Микробиологический инокулянт
Микробиологическими или микробными инокулянтами называют биопрепараты, содержащие живые культуры полезных для растений микроорганизмов.
Биоинокулянты можно вносить непосредственно в почву, но более рационально проводить с их помощью предпосевную обработку семян. В зависимости от того, какие микроорганизмы входят в состав инокулянтов последние бывают бактериальными, грибными или комбинированными. В соответствии с предназначением, механизмом действия и биологическими особенностями инокулянты делятся на четыре основные группы
- биоудобрения
- фитостимуляторы
- препараты микоризы
- средства биозащиты, биоконтроля.

## Биоудобрения
К биоудобрениям, бактериальным удобрениям относятся препараты микроорганизмов, которые способствуют увеличению плодородия почвы за счёт повышения концентрации или биодоступности макроэлементов. Биоудобрениями являются всем известные симбиотические азотфиксаторы — клубеньковые бактерии (Rhizobium sp., Bradyrhizobium sp.), а также ассоциативные азотфиксаторы, например, Azospirillum, Azotobacter, Agrobacterium, Azomonas. Фосфат-мобилизирующие бактерии (Bacillus megaterium, Pseudomonas aureofaciens) повышают биодоступность минеральных и органических соединений фосфора (фосфатов и фитатов) и связанных с ними металлов — Mg, Ca, Fe, Zn и т. д.

## Фитостимуляторы
Фитостимуляторами называют препараты бактерий, вырабатывающих стимуляторы роста растений — фитогормоны. Фитогормоны способствуют быстрому росту и формированию корневой системы, а также надземных органов растений. Способностью синтезировать регуляторы роста растений обладают бактерии Azospirillum brasiliense, Ps. aureofaciens, Bacillus subtilis.

## Микоризные инокулянты
Микориза в переводе с греческого означает «грибные корни». В состав микоризных инокулянтов входят грибы, образующие разветвленную сеть нитей (гиф) мицелия, которые значительно увеличивают всасывающую поверхность корневой системы. Благодаря микоризе растение может получить больше воды и минералов (особенно фосфора) из почвы.

## Средства биозащиты
Средства биозащиты, используемым для инокуляции семян (биопротравители), предназначены для профилактики инфекционных болезней растений. Для производства инокулянтов с функциями биозащиты используют бактерии с выраженными антагонистическими свойствами (Ps. aureofaciens, B. subtilis) и грибы-гиперпаразиты фитопатогенов (Trichoderma viride).
Данные инокулянты являются прекрасным дополнением химических протравителей семян. Нужно помнить, что химические фунгициды эффективны главным образом в отношении семенных инфекций, таких как пыльная головня и твёрдая головня пшеницы, пузырчатая головня кукурузы. Основным фактором передачи возбудителей этих болезней являются семена, в меньшей степени — воздушные течения. Биофунгициды защищают от возбудителей почвенных инфекций, в числе которых корнеед сахарной свёклы, а также фузариозная, гельминтоспориозная и южная склероциальная гнили зерновых и бобовых культур.